# 克拉斯內斯塔夫縣

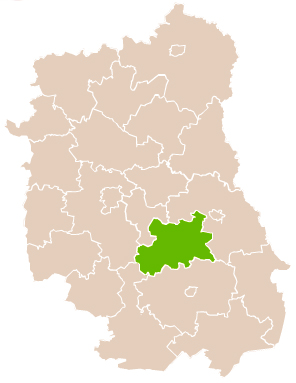

51°0′N 23°10′E / 51.000°N 23.167°E
克拉斯內斯塔夫縣（波蘭語：Powiat krasnostawski），是波蘭的縣份，位於該國東部，由盧布林省負責管轄，首府設於克拉斯內斯塔夫，面積1,067平方公里，2006年人口69,274，人口密度每平方公里65人。